# 交響曲第2番 (ペンデレツキ)
交響曲第2番は、クシシュトフ・ペンデレツキが1979年から1980年の冬にかけて作曲した交響曲。「きよしこの夜」等のクリスマス音楽が全曲に渡って反復されながら引用されている。

## 概要
ソナタ形式に基づく5部からなる単一楽章で、演奏時間は30分から35分。
広島の犠牲者に捧げる哀歌で見せた前衛的な手法は影を潜め、ロマン主義的な作風になっている。しかしこうしたロマン主義の作風は、初期作品であるヴァイオリン協奏曲第1番とルカ受難曲で既に試みられている。
ヨハネ・パウロ2世のポーランド訪問、独立自主管理労働組合「連帯」の結成及び非合法化など、民主化への動きが抑圧されつつある中で作曲されたこともあり、曲は終始重苦しく進行する。

## 初演
1980年5月1日、ズービン・メータ指揮、ニューヨーク・フィルハーモニックによって初演。

## 録音
| オーケストラ               | 指揮者                     | レーベル | 録音年 | 形態 |
| -------------------------- | -------------------------- | -------- | ------ | ---- |
| ポーランド国立放送交響楽団 | ヤツェク・カスプリシュク   | ムーザ   | 1981   | LP   |
|                            | クシシュトフ・ペンデレツキ | ヴェルゴ | 1994   | CD   |
| ポーランド国立放送交響楽団 | アントニ・ヴィト           | ナクソス | 2000   | CD   |